# Carmen Daniels
Carmen Daniels (17 de outubro de 1925 - 4 de março de 2006) foi uma atriz e escritora mexicana.

## Filmografia

### Obras originais
- Mi destino eres tú (2000)
- Sueño de amor (1993)
- Atrapada (1991)
- Los años perdidos (1987)
- El precio de la fama (1986/87)
- La traición (1984)

### Adaptações
- Desencuentro (1997/98)
- Segunda parte de María Isabel (1997/98)
- Lazos de amor (1995/96)
- Los parientes pobres (1993)
- Nuevo amanecer (1988)
- Parecido al Amor (1979)
- Viviana (1978)
- Humillados y ofendidos (1977)
- Pobre Clara (1975)
- Mi rival (1973)
- La gata (1970/71)